# 1760 Sandra
1760 Sandra è un asteroide della fascia principale del diametro medio di circa 35,89 km. Scoperto nel 1950, presenta un'orbita caratterizzata da un semiasse maggiore pari a 3,1489420 UA e da un'eccentricità di 0,1278207, inclinata di 8,43588° rispetto all'eclittica.
L'asteroide è dedicato alla nipote dello scopritore.